# Apostolisch vicariaat Alessandria di Egitto

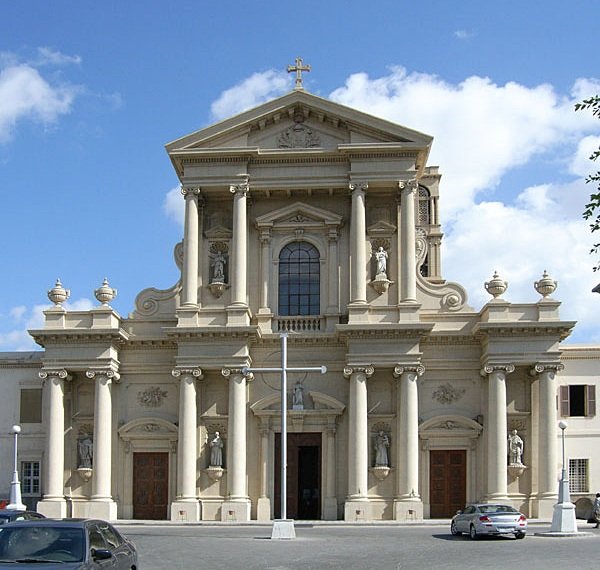
Sint-Catharinakathedraal in Alexandrië

Het rooms-katholieke in Egypte gelegen Apostolisch vicariaat Alessandria di Egitto (Latijn: Apostolicus Vicariatus Alexandrinus Aegypti) werd op 18 mei 1839 als apostolisch vicariaat Egypte gesticht. Op 27 januari 1951 werd het hernoemd naar "Alessandria di Egitto". Het nam op 30 november 1987 de apostolische vicariaten Eliopoli di Egitto en Port Said in zich op en heet sindsdien officieel "Alessandria di Egitto-Eliopoli di Egitto-Port-Said".
Het vicariaat omvat geheel Egypte als werkingsgebied en telde in 1949 32.000 katholieken. In 2002 waren het er nog slechts 2.000. Het aantal priesters nam in dezelfde periode af van 28 tot 17. Het aantal inheemse priesters nam in die tijd van 3 toe tot 7, terwijl het aantal ordepriesters toenam van 119 tot 159. De religieuze zusterorden telden in 2002 776 leden (in 1949: 915).
De beide voormalige apostolische vicariaten tellen in hun gebied 1600 (Heliopolis) resp. 375 (Port Said) katholieken. Dit geringe aantal was een reden tot samenvoeging in het huidige vicariaat.
Apostolisch vicaris is Claudio Lurati MCCJ.

## Bijzondere kerken in het apostolisch vicariaat
- Sint-Catharinakathedraal in Alexandrië
- Co-kathedraal van Onze-Lieve-Vrouw van Heliopolis in het stadsdeel Heliopolis in Cairo
- Co-kathedraal van Onze-Lieve-Vrouw en Sint-Michiel in Port Said
- Basiliek van de Heilige Theresia van het Kind Jezus, een basilica minor in Cairo